# 董兆钧
董兆钧（1914年—1997年），中华民国军事人物，蒋中正护卫，中华民国陆军少将军衔。字巨柏，浙江奉化人。

## 生平
1914年，出生于浙江省宁波市奉化县（今宁波市奉化区）大堰鎮後畈村。是蒋中正的远房表侄。早年就读于黄埔军校，黄埔八期毕业。
抗日战争时期，担任國民政府警衛總隊第二大隊大隊長。
抗战胜利后，国民政府自重庆还都南京，原国民政府军事委员会于1946年撤销，成立中华民国国防部。原国民政府军事委员会所辖警卫部队，改组为两大机构，一为国民政府警卫团（后又成为中华民国总统府警卫团），另一为中华民国国防部警卫团。董兆钧担任中华民国国防部警卫团团长。
国共内战时期，1949年12月，人民解放军围城重庆。1949年12月10日，蒋中正与随行乘飞机自四川省成都凤凰机场起飞飞往台湾，至此再未踏足中国大陆。董兆钧所领导警卫团因机载限额，未能成行。不得不挂靠孙震领导的军团，警卫团被改编为16兵团60师，董兆钧出任师长，少将军衔。
1950年，经泰国转香港最后赴台湾。1960年代，在台担任中华民国陸軍輔導總隊總隊長，占上校缺，最终以上校身份退伍，而后，其所领取之“战士授田证”补偿金亦为上校身份。1997年2月20日，因食道阻塞，逝世于台湾台北市台安醫院。